# 바브엘만데브 해협

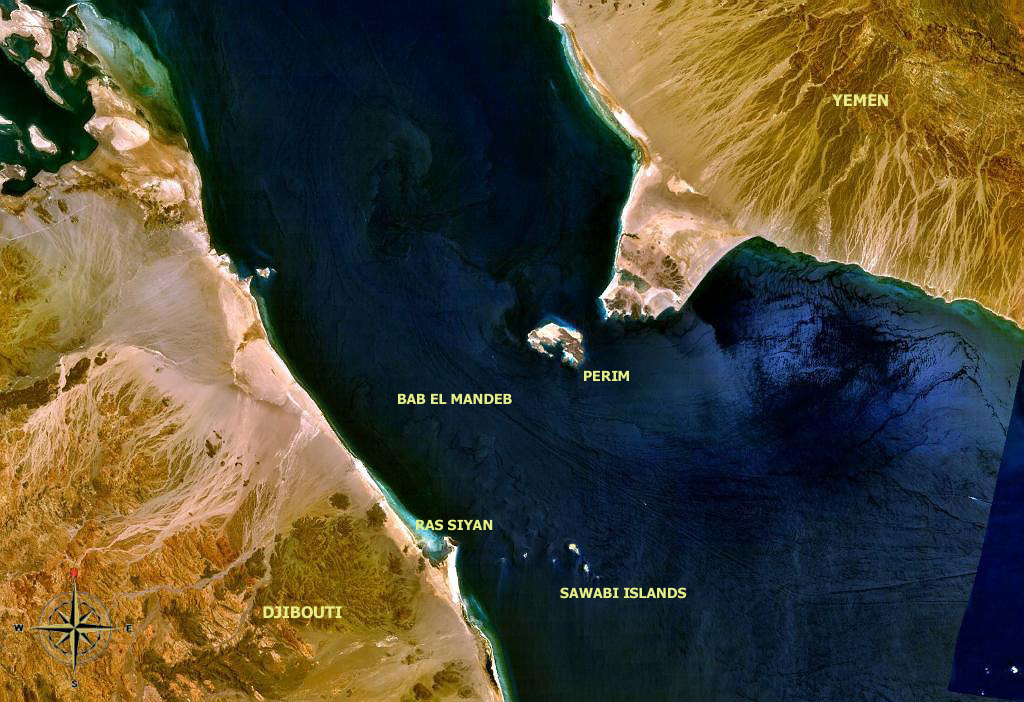
바브엘만데브 해협

바브엘만데브 해협(Bab-el-Mandeb海峽)은 아시아와 아프리카 사이의 해협으로, 아라비아 반도 남서부의 예멘과 동아프리카의 에리트레아, 지부티의 국경을 이룬다. 홍해와 아덴만을 연결하는 해협으로, 아덴 만을 거쳐 아라비아해로 연결된다.
바브엘만데브라는 이름은 아랍어로 "눈물의 문"이라는 뜻이다. 전략적 중요도가 높은 해협으로, 세계에서 가장 붐비는 항로 중 하나이다. 이 해협의 폭은 약 26km 정도이다.

## 같이 보기
- 아프리카의 뿔
- 마슈리크